# GNA15
GNA15 (англ. G protein subunit alpha 15) – білок, який кодується однойменним геном, розташованим у людей на короткому плечі 19-ї хромосоми. Довжина поліпептидного ланцюга білка становить 374 амінокислот, а молекулярна маса — 43 568.
| 10         |  | 20         |  | 30         |  | 40         |  | 50         |
| ---------- |  | ---------- |  | ---------- |  | ---------- |  | ---------- |
| MARSLTWRCC |  | PWCLTEDEKA |  | AARVDQEINR |  | ILLEQKKQDR |  | GELKLLLLGP |
| GESGKSTFIK |  | QMRIIHGAGY |  | SEEERKGFRP |  | LVYQNIFVSM |  | RAMIEAMERL |
| QIPFSRPESK |  | HHASLVMSQD |  | PYKVTTFEKR |  | YAAAMQWLWR |  | DAGIRAYYER |
| RREFHLLDSA |  | VYYLSHLERI |  | TEEGYVPTAQ |  | DVLRSRMPTT |  | GINEYCFSVQ |
| KTNLRIVDVG |  | GQKSERKKWI |  | HCFENVIALI |  | YLASLSEYDQ |  | CLEENNQENR |
| MKESLALFGT |  | ILELPWFKST |  | SVILFLNKTD |  | ILEEKIPTSH |  | LATYFPSFQG |
| PKQDAEAAKR |  | FILDMYTRMY |  | TGCVDGPEGS |  | KKGARSRRLF |  | SHYTCATDTQ |
| NIRKVFKDVR |  | DSVLARYLDE |  | INLL       |  |            |  |            |

A: Аланін

C: Цистеїн

D: Аспарагінова кислота

E: Глутамінова кислота

F: Фенілаланін

G: Гліцин

H: Гістидин

I: Ізолейцин

K: Лізин

L: Лейцин

M: Метіонін

N: Аспарагін

P: Пролін

Q: Глутамін

R: Аргінін

S: Серин

T: Треонін

V: Валін

W: Триптофан

Кодований геном білок за функцією належить до білків внутрішньоклітинного сигналінгу. 
Білок має сайт для зв'язування з нуклеотидами, іонами металів, ГТФ, іоном магнію. 